# 王山岳
王 山岳（おう さんがく、朝鮮語: 왕산악、生没年不詳）は、高句麗の第24代王である陽原王時代の宰相。音楽家、作曲家。
王山岳は、中国姓・中国式姓名である。高句麗人の人名は基本的に高句麗滅亡まで中国化することはなかった。全徳在（朝鮮語: 전덕재、檀国大学）は、王山岳は、漢が朝鮮半島に設置した植民地である楽浪郡・帯方郡で勢力を張った中国系豪族の楽浪王氏の出自であり、314年頃に高句麗が楽浪郡・帯方郡を滅ぼした後、高句麗に吸収された楽浪王氏の遺民とみて間違いない、と指摘している。

## 概要
朝鮮最古の歴史書『三国史記』によると、王山岳は中国の琴をもとにコムンゴをつくり、この楽器のために100余曲を作曲した。コムンゴは代表的な朝鮮の弦楽器で、原型とみられるものが安岳3号墳や舞踊塚古墳の壁画に描かれている。朝鮮の音楽は古代から中国の音楽の多大な影響を受けており、中国の楽器制度や音楽理論の影響を受けながらも、よく消化吸収して、外来音楽の自国化を推し進めた。